# San Francisco de Asís, Oaxaca
San Francisco de Asís är en ort i Mexiko.   Den ligger i kommunen San Pedro y San Pablo Teposcolula och delstaten Oaxaca, i den sydöstra delen av landet, 270 km sydost om huvudstaden Mexico City. San Francisco de Asís ligger 2 222 meter över havet och antalet invånare är 116.
Terrängen runt San Francisco de Asís är huvudsakligen lite kuperad. San Francisco de Asís ligger nere i en dal. Runt San Francisco de Asís är det glesbefolkat, med 15 invånare per kvadratkilometer. Närmaste större samhälle är Villa Tejúpam de la Unión, 17,3 km norr om San Francisco de Asís. I omgivningarna runt San Francisco de Asís växer huvudsakligen savannskog.